# تشهارميل (ريغستان)
تشهارمیل (بالفارسية: چهارمیل) هي قرية تقع في إيران في قسم ریغستان الريفي. يقدر عدد سكانها بـ 124 نسمة .